# Okres St. Veit an der Glan
Okres St. Veit an der Glan (slovinsky Šentvid ob Glini) je správním okresem v rakouské spolkové zemi Korutany. Sídlem okresu je město St. Veit an der Glan. V lednu 2015 žilo v okresu 55 340 lidí.

## Poloha, popis
Rozkládá se v severovýchodní části Korutan. Územím okresu protéká řeka Gurk.
Sousedními okresy jsou: Murau na severu, Murtal na severovýchodě, Wolfsberg na východě, Völkermarkt na jihovýchodě, Klagenfurt am Wörthersee a Klagenfurt-venkov na jihu a Feldkirchen na západě.
Okresem procházejí spolkové silnice B82, B92, B93, B94 a rychlostní silnice S37.
Okres je složen z 20 obcí (počet obyvatel ke dni 1. ledna 2015):

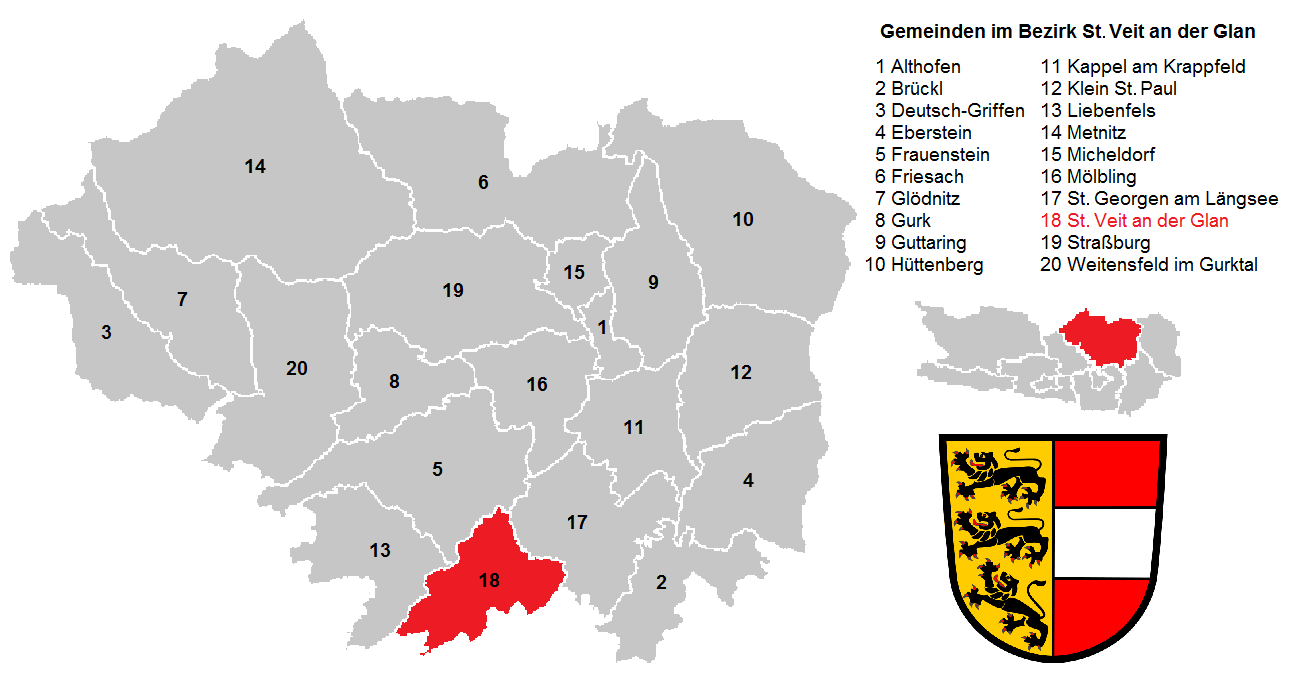
Obce v okresu St. Veit an der Glan

| P.č. | Jméno                  | Typ obce | Obyvatel | Rozloha km² |
| ---- | ---------------------- | -------- | -------- | ----------- |
| 1    | Althofen               | město    | 4618     | 12,27       |
| 2    | Brückl                 | městys   | 2791     | 46,68       |
| 3    | Deutsch-Griffen        | vesnice  | 950      | 71,5        |
| 4    | Eberstein              | městys   | 1340     | 65,17       |
| 5    | Frauenstein            | vesnice  | 3648     | 93,55       |
| 6    | Friesach               | město    | 5031     | 120,84      |
| 7    | Glödnitz               | vesnice  | 827      | 74,7        |
| 8    | Gurk                   | městys   | 1264     | 39,64       |
| 9    | Guttaring              | městys   | 1477     | 54,92       |
| 10   | Hüttenberg             | městys   | 1471     | 134,48      |
| 11   | Kappel am Krappfeld    | vesnice  | 1968     | 49,63       |
| 12   | Klein St. Paul         | městys   | 1848     | 68,55       |
| 13   | Liebenfels             | městys   | 3265     | 58,89       |
| 14   | Metnitz                | městys   | 2061     | 223,26      |
| 15   | Micheldorf             | vesnice  | 1052     | 17,02       |
| 16   | Mölbling               | vesnice  | 1321     | 48,77       |
| 17   | St. Georgen am Längsee | vesnice  | 3588     | 69,84       |
| 18   | St. Veit an der Glan   | město    | 12554    | 50,72       |
| 19   | Straßburg              | město    | 2138     | 97,44       |
| 20   | Weitensfeld im Gurktal | městys   | 2128     | 95,8        |